# Manuel Hechenblaikner
Manuel Hechenblaikner (* 31. Januar 1990 in Schwaz)  ist ein ehemaliger österreichischer Handballspieler.

## Karriere
Der gebürtige Schwazer begann seine aktive Profi-Karriere 2008 bei ULZ Schwaz. Davor war er bereits für denselben Verein in diversen Jugendligen aktiv. 2011 wurde der 1,91 Meter große Rückraumspieler nach einer Vertragsverlängerung beim ULZ Schwaz an Union Leoben für ein Jahr verliehen. In der Playoff-Phase 2013 unterstützte der Tiroler wieder das ULZ beim Klassenerhalt. Von der Gründung der Spielgemeinschaft Handball Tirol 2013/14 bis zur Saison 2015/16 lief Hechenblaikner in der Handball Liga Austria auf. 2016/17 lief er noch ein Jahr für die zweite Mannschaft der Tiroler in der HLA Challenge auf ehe er seine Karriere beendete.

## Saison-Bilanz
| Saison    | Verein                    | Spielklasse     | Tore | 7-Meter     | Feldtore |
| --------- | ------------------------- | --------------- | ---- | ----------- | -------- |
| 2008/09   | ULZ Schwaz                | HLA             | 4    | 0/0         | 4        |
| 2009/10   | ULZ Schwaz                | HLA             | 18   | 0/0         | 18       |
| 2010/11   | ULZ Schwaz                | HLA             | 8    | 0/0         | 8        |
| 2011/12   | Union Leoben              | HLA             | 25   | 0/0         | 25       |
| 2012/13   | Union Leoben / ULZ Schwaz | HLA             | 13   | 0/0         | 13       |
| 2013/14   | Handball Tirol            | HLA             | 32   | 0/0         | 32       |
| 2014/15   | Handball Tirol            | HLA             | 42   | 1/1         | 32       |
| 2015/16   | Handball Tirol            | HLA             | 11   | 1/1         | 10       |
| 2010–2016 | gesamt                    | HLA Meisterliga | 153  | 2/2 (100 %) | 151      |

| Saison    | Verein           | Spielklasse   | Tore | 7-Meter      | Feldtore |
| --------- | ---------------- | ------------- | ---- | ------------ | -------- |
| 2016/17   | Handball Tirol 2 | HLA Challenge | 87   | 11/15        | 76       |
| 2016–2017 | gesamt           | HLA Challenge | 87   | 11/15 (73 %) | 76       |

## Erfolge
- 1× Österreichischer Pokalsieger (mit dem ULZ Schwaz)